# Matelea sastrei
Matelea sastrei är en oleanderväxtart som beskrevs av G. Morillo. Matelea sastrei ingår i släktet Matelea och familjen oleanderväxter. Inga underarter finns listade i Catalogue of Life.